# Przyprawy kuchni indyjskiej
Przyprawy kuchni indyjskiej – przyprawy i mieszanki przypraw używane w kuchni indyjskiej.
Wśród najczęściej używanych przypraw o indyjskim rodowodzie wyróżnić można asafetydę, kolendrę, kozieradkę oraz szeroką gamę produktów korzennych, takich jak: cynamon, gałka muszkatołowa, imbir, kurkuma, kardamon i szafran. Dzięki intensywnemu wykorzystaniu przypraw proste na ogół dania z ryżu, soczewicy, grochu lub fasoli uzyskują zaskakujące smaki, które łatwo jest jednak zaburzyć poprzez niewłaściwą proporcję składników.

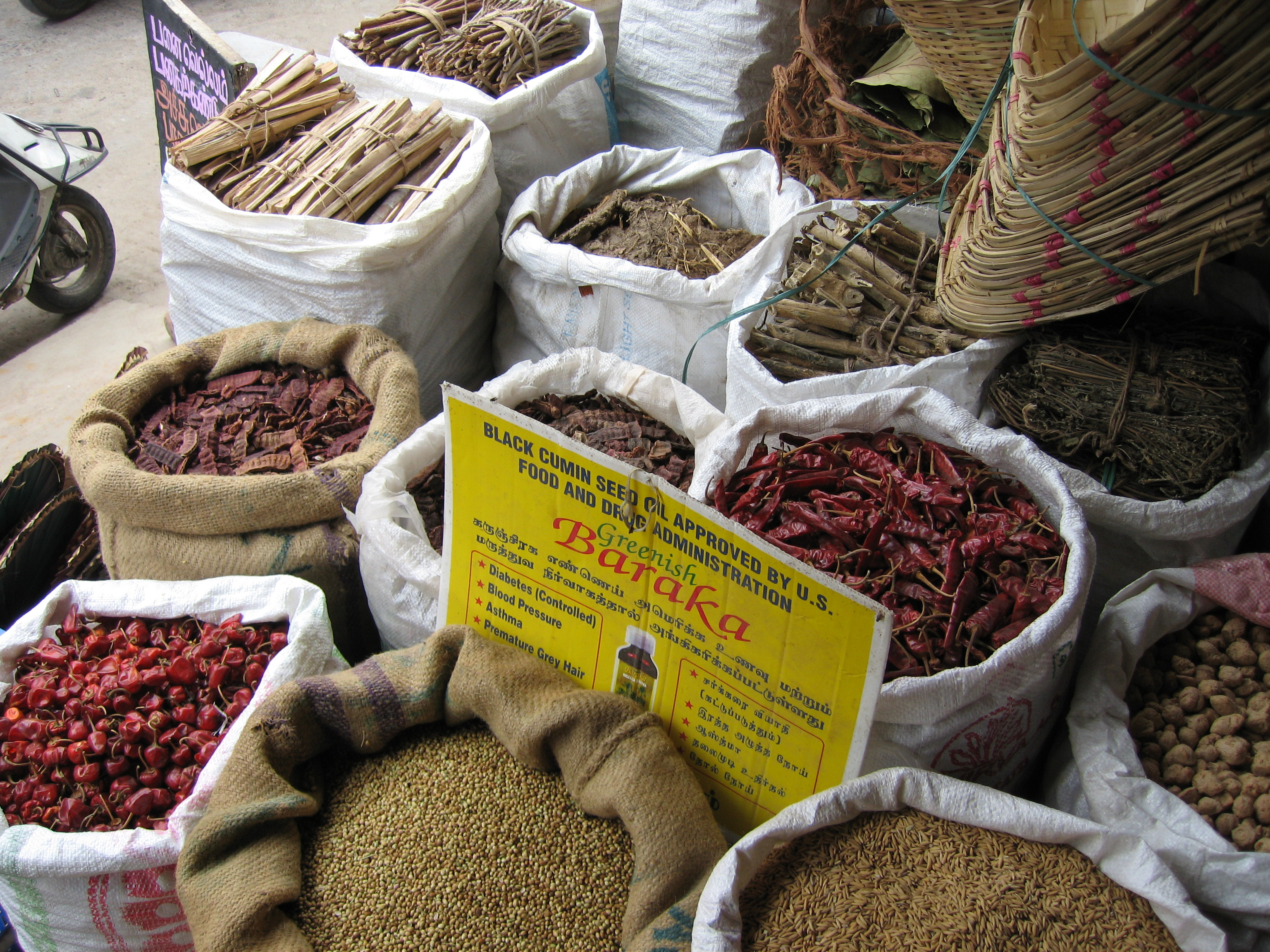
Stoisko z przyprawami indyjskimi

## Historia

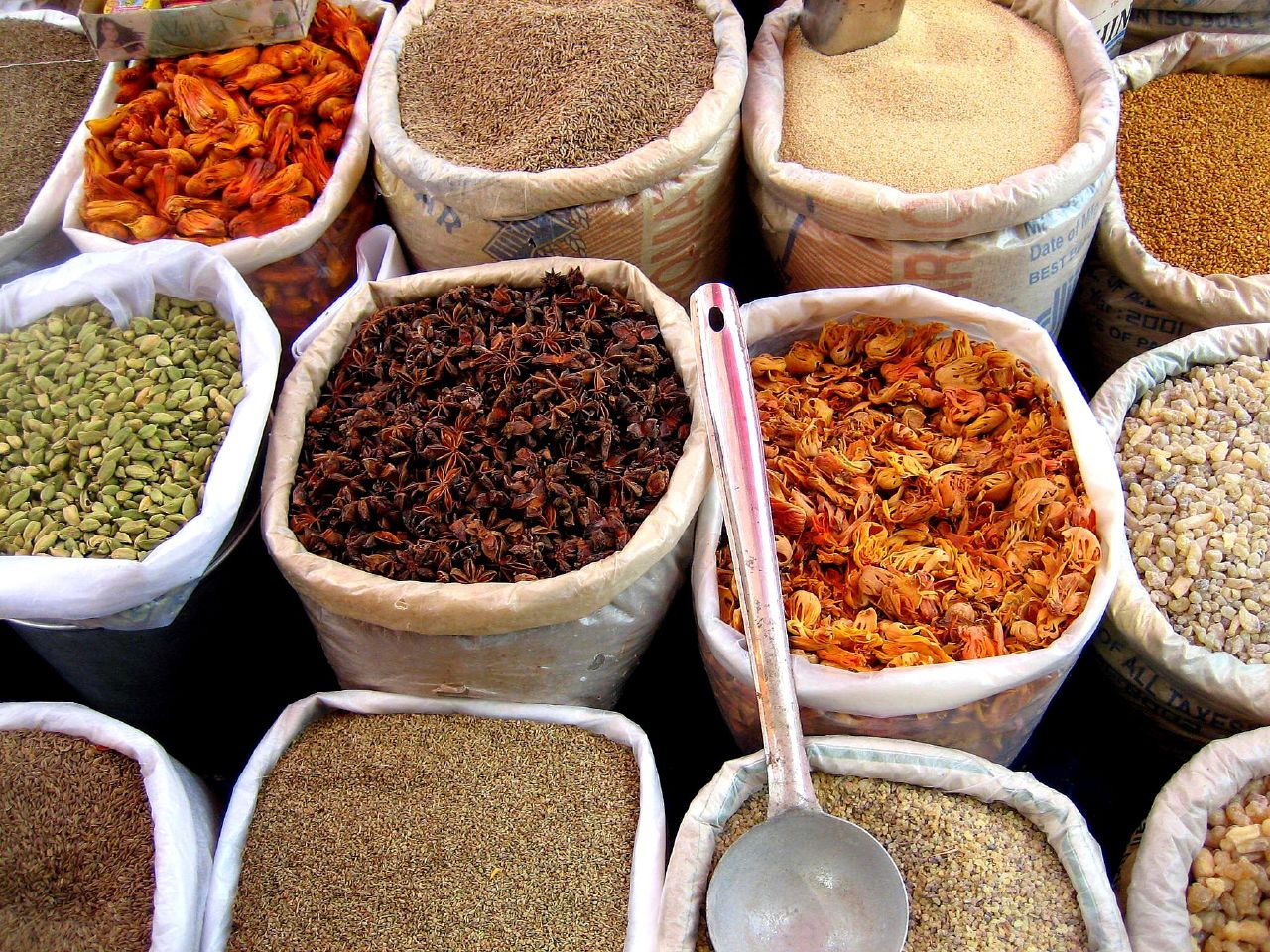
Przyprawy na targu w Mapusie

Chiński podróżnik i mnich Xuanzang, który gościł na dworze Harszy – króla Kunjakubdży
(606–647 n.e.), opisał północną część Indii. Przekaz ten zachował się do naszych czasów, dając nam m.in. obraz zwyczajów na dworze króla.
Z opracowania tego wynika, że dania mięsne i potrawy z warzyw smażono w oleju oraz przyprawiano mieszankami przypraw korzennych zwanymi masala. W skład masali wchodziły chilli, kardamon, goździki, kmin rzymski i sól. Dla zaostrzenia apetytu i wywołania pragnienia podawano biesiadnikom bazylię i świeży imbir. Spożywanie czosnku i cebuli na dworze królewskim, a także w mieście było zabronione. Można je było spożywać tylko poza miastem. Powodem tych zakazów była zapewne przykra woń tych warzyw przytłumiająca wonne i delikatne zapachy innych, cennych przypraw korzennych.

## Konsystencja

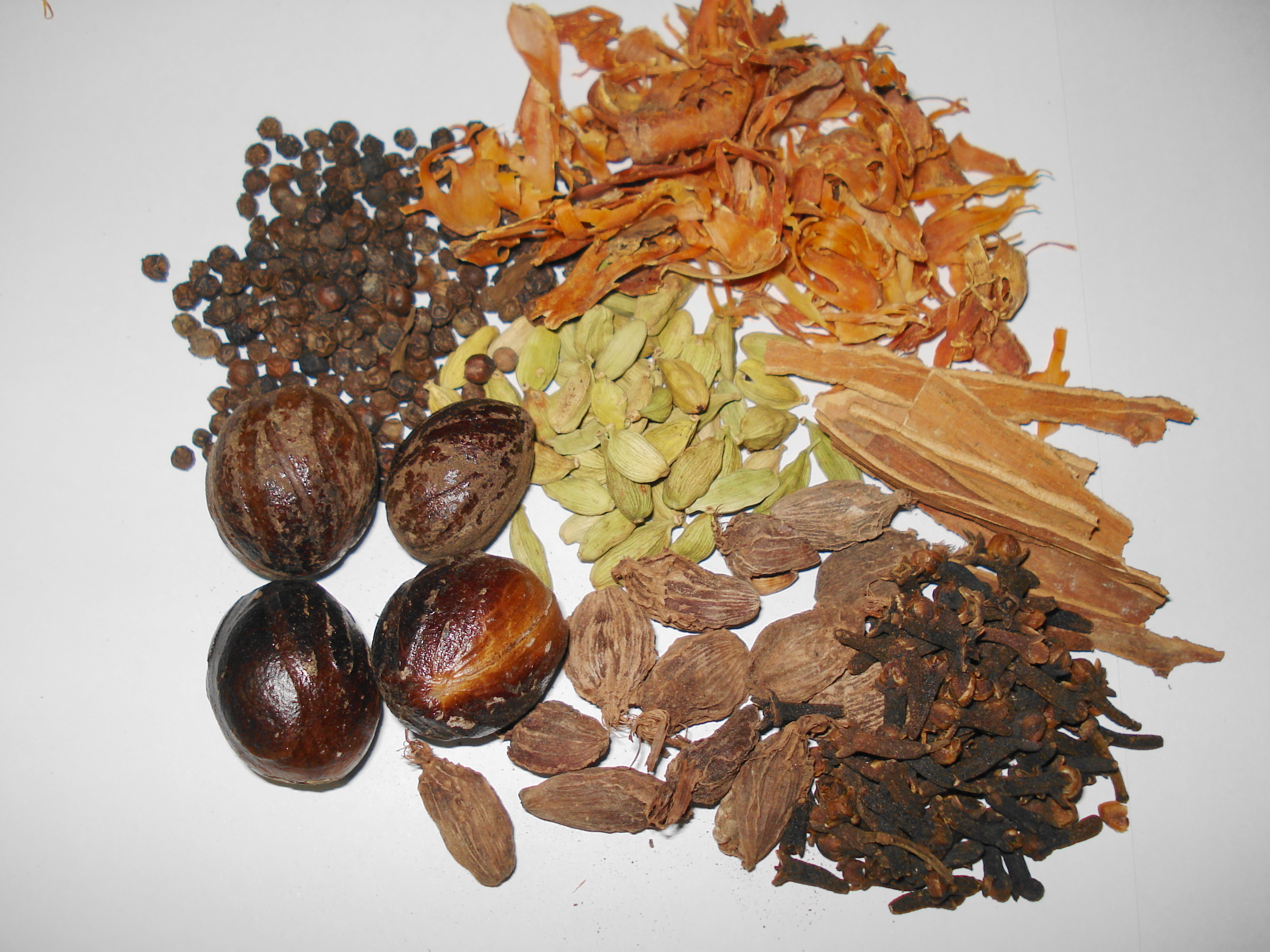
Składniki garam masali nierozdrobnione

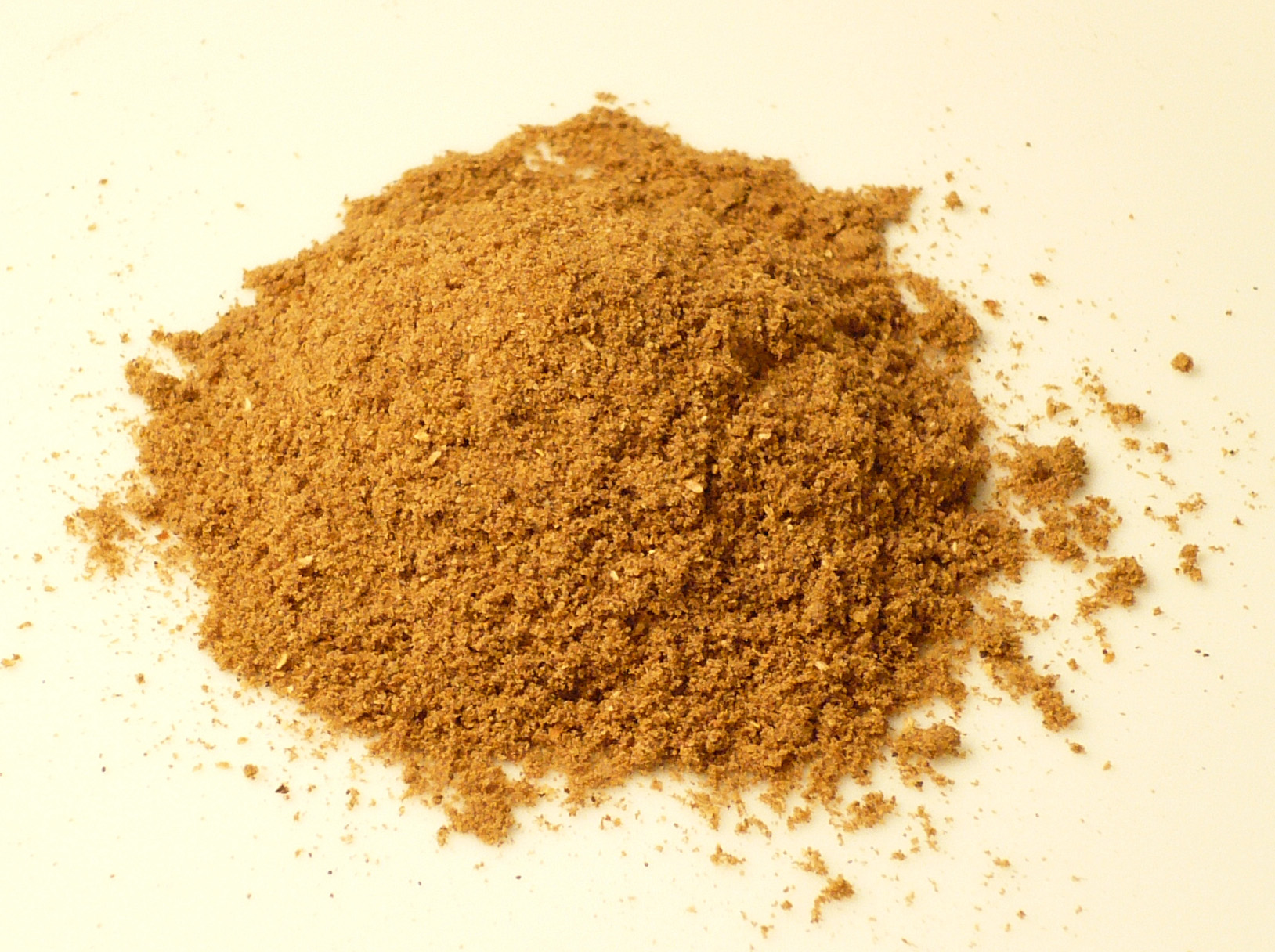
Składniki garam masali sproszkowane i wymieszane

Sposób dodawania przypraw do potraw jest zróżnicowany regionalnie – na północy preferuje się zmielone przyprawy w postaci proszku, podczas gdy kucharze na południu kraju używają najczęściej całych ziaren, niewielkich kawałków korzeni lub listków.
Odnośnie do mieszanek przypraw, istnieją dwa sposoby przyrządzania: w proszku lub w paście. Proszek masala stosuje się do potraw duszonych, natomiast pastę do nacierania lub zalewania mięsa, drobiu i ryb przed ich pieczeniem, smażeniem lub gotowaniem.

## Podział przypraw
Przyprawy dzieli się na trzy grupy:
- przyprawy korzenne – przeważnie suszone korzenie lub kłącza, kora, nasiona całe, rozgniecione lub zmielone
- zioła – przeważnie świeże listki, łodygi lub kwiaty roślin ziołowych
- warzywa aromatyczne – cebula, czosnek, szalotka

Wyróżnia się też:
- masale – zobacz niżej
- inne składniki:
  - cukier
  - miód
  - sól
  - soki cytrusowe
  - ocet
  - migdały
  - woda różana

## Najpopularniejsze przyprawy

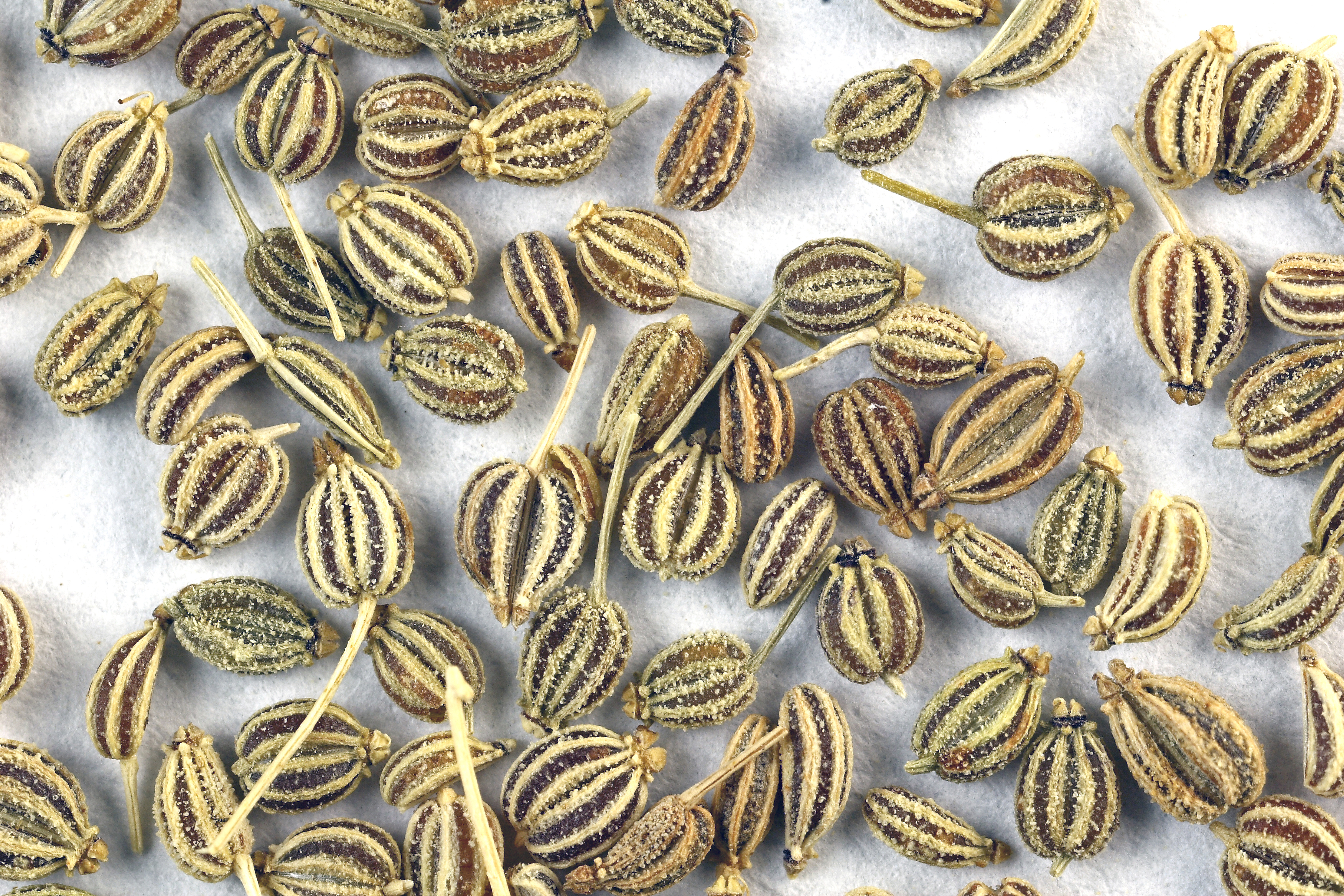
Nasiona adżwanu

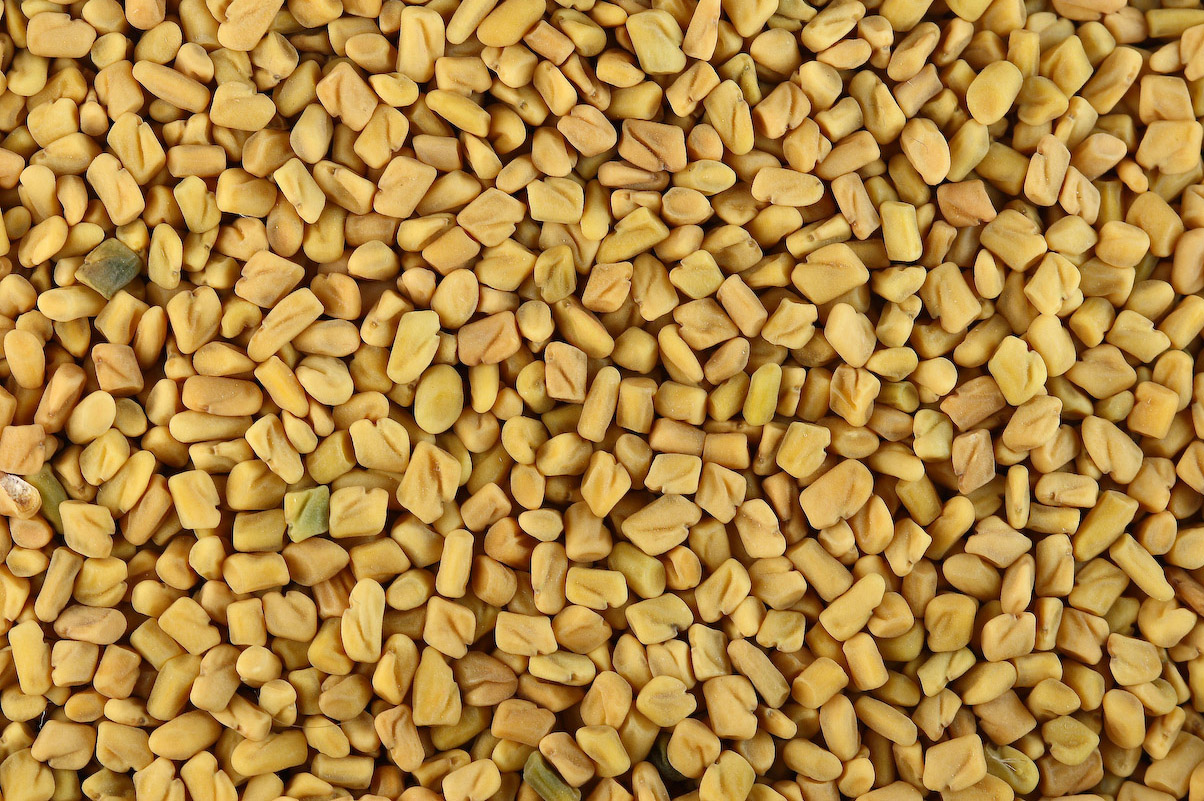
Nasiona kozieradki

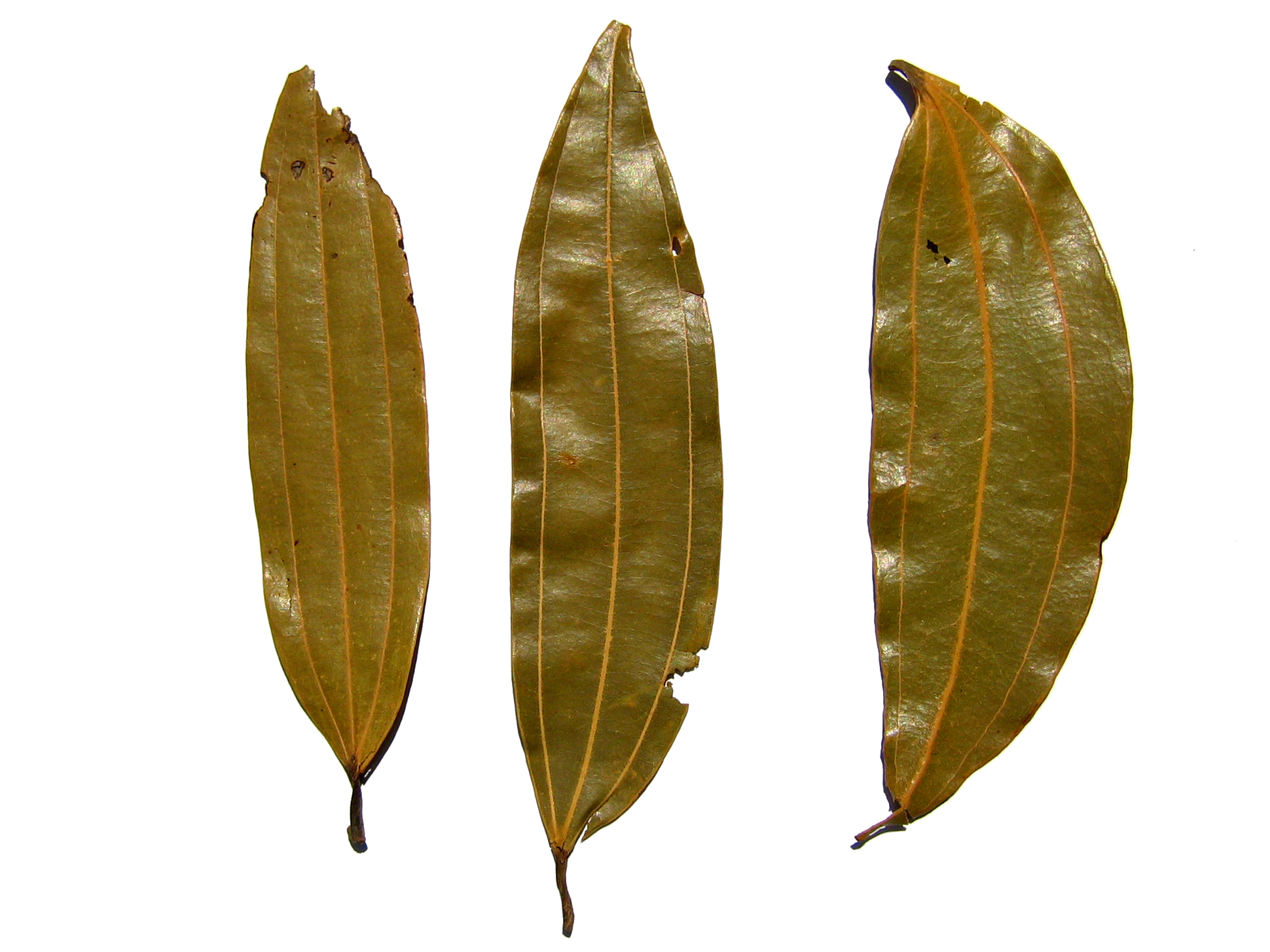
Liście "tedźpatta"

- Adżwan – adźwain
Świeże lub zmielone suszone owocki rośliny Carum coptica, zapachu tymianku lub kminku. Często mylony z lubczykiem.

- Anyż – hindi: saunf

- Anyż gwiazdkowy – hindi: badijan

- Asafetyda hindi: hing
Posiada szczególnie niemiły zapach, przez co nazywana jest czasem czarcim łajnem lub smrodzieńcem, jednak użycie jej w subtelnej ilości wzbogaca bukiet smakowy potrawy i pozytywnie wpływa na wyrazistość innych dodanych przypraw.

- Ćirondźi – orzechy drzewa Buchanania lanzan (Chironjia sapida) – ćirondźi, ćaroli

- Chilli – lal mirć
Owoc rośliny tropikalnej Capsicum frutescens, należy do tej samej rodziny co pieprz turecki. Świeże owoce, o barwie zielonej lub czerwonej, po zmieleniu są dodawane do suchej marynaty do mięs lub do duszonych potraw mięsnych. Suszone strączki mieli się na proszek. Chilli ma wyraźny i palący zapach. Przyprawa nadaje potrawie czerwony kolor. Można ją zastąpić czuszką, ostrą papryką lub pieprzem tureckim.
Chili stanowi tam bardzo popularny dodatek do potraw, a związane jest to z upalnym klimatem tej części Indii, który wymusił na mieszkańcach wyszukane sposoby konserwowania żywności. Dodawanie tej przyprawy do gotowych produktów zwiększało ich wytrzymałość. Czerwone lub zielone strączki papryki najczęściej suszy się i podaje w całości.

- Cynamon – dalćini
Suszona kora cynamonowca o brązowo-złocistym kolorze. Dodaje się ją do potraw curry oraz do słodkich dań. Żuje się ją jak gumę, aby odświeżyć oddech. Prawdopodobnie wzmacnia dziąsła.

- Czarnuszka – kalondźi

- Cząber – ćat pata

- Gałka muszkatołowa – dźaiphal (orzech, ang. nutmeg), dźawitri (osłonka orzecha, ang. mace)

- Gorczyca sarepska – sarson
Nasiona Brassica juncea są bardzo odżywcze, przed dodaniem do potraw lub do mieszanek przypraw poddawane są smażeniu na oleju. Oleju z nasion (sarson ka tel) używa się do przyrządzania potraw, konserwowania warzyw i niektórych owoców. Wykozystuje się również liście gorczycy(sarson patta).

- Gorczyca czarna – rai

- Goździki – lavang
Suszone pąki kwiatów goździkowca Eugenia. Mają specyficzny, korzenny zapach, w smaku są lekko piekące. Olejek z goździków ma właściwości antyseptyczne. Stanowią jeden z głównych składników mieszanki przyprawowej garam masala i przyprawy curry.

- Granat – anardhan
Suszone i sproszkowane nasiona używane są jako przyprawa.

- Imbir – adrak
Kłącza rośliny wieloletniej Zingiber officinale. Imbir, ceniony[przez kogo?] w sztuce kulinarnej, używany jest w postaci świeżych lub suszonych i zmielonych kłączy. W Polsce jest do nabycia świeży i w proszku. Stosowany w wielu potrawach i deserach. Hindusi uważają, że imbir pomaga w trawieniu i wzmaga pocenie.

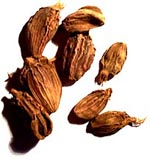
Kardamon czarny

- Kamfora – kapur

- Kardamon – elaićiKardamon czarny
Z rodziny imbirowatych, o ostrym cytrynowym zapachu. Owocem kardamonu jest torebka trzykomorowa, trójgraniasta, podłużna brązowawa, o barwach żółtawych, zielonkawych lub brunatnych, zawierająca 8 do 16 nasion. Hindusi żują owoce kardamonu po jedzeniu, aby poprawić trawienie i odświeżyć oddech. Jeden z głównych składników mieszanki przyprawowej garam masala i przyprawy curry. Kardamon mogą zastąpić skórki z cytryny z dodatkiem imbiru, z tym że białą część skórki trzeba koniecznie skroić, tak aby pozostała tylko żółta.

- Kmin rzymski
Nasiona czarnego kminu (Cuminum nigrum), hindi: śahi dźira oraz białego (Cuminum cyminum, hindi: dźira) używane są w potrawach w całości lub zmielone. Mają ostry korzenny zapach. Można je zastąpić mieszanką składającą się z 2 części zmielonego anyżu lub włoskiego kopru. Rzymski kmin można zastąpić mieszanką składającą się z 1 części zmielonych nasion kopru włoskiego i 2 części zmielonych nasion zwykłego kminu (substytut).

- Kolendra – dhania
Suszone nasiona Coriandrum sativum. Mają przyjemny aromat podobny do anyżu. Stosuje się w całości lub zmielone w potrawach curry, pilwa i w innych pikantnych daniach.

- Koper włoski – sanf
Zwany również fenkułem włoskim (Foeniculum vulgare) z rodziny baldaszkowatych. Nasiona odznaczają się gorzkim smakiem i zapachem anyżu. Żute przez hindusów po posiłku dla ułatwienia trawienia oraz odświeżenia oddechu. Niekiedy dodaje się do potraw curry.

- Kozieradka – methiNasiona kozieradki
Liście tej rośliny (Trigonella foenum-graecum) mają silny zapach i smak przypominający seler. Nasiona i świeże lub suszone liście stosuje się do potraw curry. Kozieradkę można zastąpić tymiankiem lub szałwią.

- Kurkuma – haldi
Suszone, sproszkowane kłącza tropikalnej byliny z rodziny imbirowatych (Curcuma longa). Jest rośliną leczniczą, przyprawową i barwiącą. Żółte szaty świętych mężów buddyjskich farbowane były kurkumą. Stanowi jeden z podstawowych składników przyprawy curry. Często sprzedawana jako tania odmiana szafranu.

- Mak – khaskhas
Ziarenka o bogatej kolorystyce, od koloru kości słoniowej, szarości aż do czerwieni. Pobudza apetyt. Zagęszcza sosy w potrawach. W kuchni indyjskiej używa się tylko nasion maku lekarskiego (Papaver somniferum)[1]

- Mango w proszku – amćur

- Mięta – pudina
Świeże liście mięty stosuje się do przyprawiania i ozdabiania potraw oraz do przyrządzania świeżego chutney, a także parzenia herbatki miętowej.

- Pieprz – kali mirć
Zasadniczym czynnikiem łączącym tradycje kulinarne subkontynentu i zarazem głównym znakiem rozpoznawalnym kuchni indyjskiej w świecie jest obfite zużycie bardzo zróżnicowanych przypraw. Indie zasłynęły w świecie jako ojczyzna pieprzu, którego ładunki w średniowiecznej Europie wyceniane były na wagę złota[a].
Import tej przyprawy do Europy sięga jednak aż czasów rzymskich, a cesarz Dioklecjan powiedział nawet kiedyś, że jego imperium brakuje tak naprawdę tylko dwóch rzeczy, czyli niewolników i pieprzu[2].

- Sago – sabudana

- Sezam (nasiona) – til

- Szafran – kesar[3]
Uzyskany z wysuszonych pręcików kwiatu Crocus sativus. Najdroższa przyprawa i barwnik potraw[4]. Ma delikatny, gorzki smak i intensywny żółty kolor. Przed zastosowaniem moczy się w ciepłej wodzie. Zabarwioną wodę dodaje się do ryżu lub do innej wybranej potrawy.

- Tamarynd – imliLiście "tedźpatta"
Tropikalne drzewo (łac.Tamarindus indica) o wydłużonych owocach długości 20cm, z mięsistym, kwaskowatym miąższem. Z moczonych owoców otrzymuje się kwaśną papkę, która zastępuje ocet. Sok z cytryny wymieszany z dżemem śliwkowym może zastąpić tę przyprawę. Wykorzystywane są również liście tamaryndowca, hindi: imli patte

- Tedźpatta – 
Liście drzewa Cinnamomum tamala, blisko spokrewnionego z cynamonowcem. Stosowane są obecnie zwłaszcza w kuchni mogolskiej. Liście te czasami są błędnie nazywane liśćmi laurowymi (ang. bay leaf).

## Mieszanki przypraw

### Masala
Zasugerowano, aby wydzielić z tego artykułu fragmenty do artykułu masala (przyprawa).  (dyskusja)

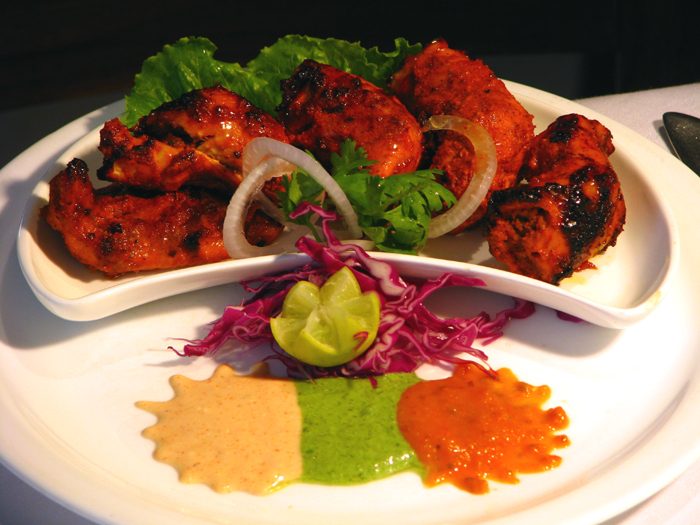
Kurczak tikka z sosami chutney serwowany w jednej z restauracji w Bombaju

Domowe mieszanki przypraw wzbogacają indyjską sztukę kulinarną. Różne kompozycje tych przypraw podnoszą walory smakowe potraw. W języku tamilskim słowo curry znaczy sos lub coś w rodzaju znanego u nas gulaszu. Curry przyrządza się przez duszenie mięsa lub warzyw z mieszanką przypraw.
Domowa mieszanka masala nadaje potrawom smak odpowiadający gustom i przyzwyczajeniom domowników – przepis na specyficzny, charakterystyczny smak potrawy jest często okrywany tajemnicą i stanowi powód do dumy gospodyni lub gospodarza. Wszystkie mieszanki garam masala, aczkolwiek zawierają podobne lub identyczne składniki, różnią się sposobem ich mieszania i wzajemnymi proporcjami, tym niemniej końcowy rezultat odpowiada wymogom klasycznej kuchni indyjskiej.
W przepisach na sporządzanie masala podaje się często składniki zastępcze, które najbardziej przypominają oryginalne, jednak znawcy i smakosze zaopatrują się w oryginalne indyjskie przyprawy.
Każda tradycyjna rodzina indyjska przygotowuje codziennie specyficzną mieszankę ziół i przypraw zwaną masalą. Duży wybór rodzimych składników pozwala na niemal nieograniczoną ilość kombinacji, dzięki czemu uzyskany efekt jest za każdym razem inny.

### Podział masal
Najbardziej znane na świecie masale to:
- curry – induskie potrawy przyrządzane są dla wrażliwego, wybrednego podniebienia, dlatego kucharze hinduscy uważają mieszankę przyprawową curry za przekleństwo[styl do poprawy]. Mieszanka ta nie zawiera ani delikatnego aromatu kwiatów, ani zapachu cudownie pachnących ziół. Proszek curry najczęściej zawiera gorsze gatunki przypraw korzennych, które z czasem stają się cierpkie i mają smak lekarstw.[potrzebny przypis]
- garam masala
- ćaj masala – mieszanka przypraw do aromatyzowania herbaty indyjskiej
- proszek tanduri (ang. tandoori powder) Mieszanka przypraw, o dużej zawartości papryki i chilli, używana do zabarwiania na czerwono mięs pieczonych lub opiekanych w specjalnym piecu, tzw. tandurze.
- khada masala